# كلير أندرسون
كلير أندرسون (بالإنجليزية: Claire Anderson)‏ هي ممثلة أمريكية، ولدت في 8 مايو 1891 بديترويت في الولايات المتحدة، وتوفيت في 23 مارس 1964 بفينسيا في الولايات المتحدة.

## وصلات خارجية
- كلير أندرسون على موقع IMDb (الإنجليزية)
- كلير أندرسون على موقع أول موفي (الإنجليزية)
- كلير أندرسون على موقع قاعدة بيانات الأفلام السويدية (السويدية)
- كلير أندرسون على موقع قاعدة بيانات الفيلم (الإنجليزية)